# Thijs Nijhuis
Thijs Matthias Nijhuis (født 20. september 1992 i Holland) er en dansk atlet, og medlem af Viborg Atletik og Motion. 
I 2014 blev han dansk mester i halvmaraton og 5000-meter-løb, og vandt sølv i 1500-meter-løb. Han er indehaver af den danske rekord i 5 km på landevej med 13:57 minutter 20. juni 2020, samt i timeløb, hvor han løb 19,872 km på en time 6. august 2020.

## Karriere
Thijs Nijhuis startede med at spille fodbold, indtil han i foråret 2004 begyndte med atletik i Stoholm IF. Allerede året efter gik turen videre til Skive, hvor Skive AM blev hans nye klub. 
Han blev nummer ni på 1500 meter ved de Ungdomsolympiske lege i Singapore 2010, hvor han også deltog på 3000 meter. Han var en del af den Skive-kvartet, der ved Europa Cup’en 2010 i Rieti forbedrede den danske juniorrekord på 4 x 400 meter og samme år slog han Ole Hansens 29 år gamle ungdomsrekord på 2000 meter med 5:24,78.
I 2011, 2012, 2014, 2015 og 2016 vandt han Søndersøløbet i Viborg, hvor sejren i 2014 også var løbsrekord.
I sommeren 2011 afsluttede Thijs Nijhuis sin studentereksamen ved Skive Gymnasium og HF. Herefter startede han på Eastern Kentucky University på et scholarship for at løbe på mere eller mindre fuldtids basis. Opholdet var en ubetinget succes og blev uden de store overvejelser forlænget et år ekstra udover det enkelte, der først var planlagt. Flere af løberens personlige rekorder stammer stadig fra tiden i USA, hvilken han endte i vinteren 2013, for at intensivere sin træning fremmod VM i halvmaraton, der blev afholdt i København i marts 2014. Nijhuis endte her på en skuffende 95. plads i tiden 1.08,38.
Thijs Nijhuis indgår i Team Danmarks mellem-/langdistancetrup.
I februar 2020 løb han et maratonløb på den næsthurtigste tid for en dansker. I Sevilla løb han på 2:10:57, kun lidt over et minut langsommere end Henrik Jørgensen. Resultatet opfyldte samtidig kravene til udtagelse til OL i Tokyo samme år. I juni samme år satte han sin første danske seniorrekord, da han i Flakkebjerg løb 5 km på landevej på 13:57 minutter. Senere samme år, i august, slog han den danske rekord for timeløb, da han i Kristiansand løb 19,872 km på en time.
I april 2021 løb Thijs Nijhuis det danske mesterskab på 10 km landevej, som konkurrencemæssig forberedelse til OL i Tokyo. Thijs tog sølv og blev dermed slået af kun 16-årige Axel Vang Christensen, der tog sejren i 29:43. 

## Personligt liv
Thijs Nijhuis var kun to måneder gammel, da familien i 1992 flyttede fra Holland til Danmark og slog sig ned på en gård i nærheden af Kjeldbjerg. Familien flyttede 2006 til gården Borrisminde lidt uden for Sparkær. 

## Personlige rekorder
- 400 meter: 52,90 Skive 18. juni 2011
- 800 meter: 1:52,04  Gouden Spike Leiden, Holland, 14. juni 2014
- 1500 meter: Global Athletics, Nijmegen, Holland 11. juni 2014
- 2000 meter: 5:24,78 Skive Stadion 24. september 2010
- 3000 meter: 8:25,21 Østerbro Stadion 02. juli 2011
- 5000 meter: 13:51 Sollentuna, Sverige 2015
- 10000 meter: 29:31 Royal Run Copenhagen 2019
- 2000 meter forhindring: 6:52,73 Sønderborg 28. april 2008
- 3000 meter forhindring: 9:41,65 Akureyri, Island 28. august 2010
- 5 km landevej: 13:57 Flakkebjerg 20. juni 2020[2]
- 10 km landevej: 29:58 København 9. marts 2014
- 800 meter – inde: 1:54,01 Charleston 25. februar 2013
- 1500 meter – inde: 3:44,21 Athlone, Irland 2. februar 2014
- 3000 meter – inde: 8:18,79 Sparbank Arena i Skive 23. februar 2014
- 1 time: 19,872 km Kristiansand, Norge 7. august 2020 — dansk rekord[3]